# Довгоносик буряковий звичайний
Звича́йний буряко́вий довгоно́сик (лат. Asproparthenis punctiventris) — вид жуків із родини довгоносиків, шкідник культивованих буряків в Україні та поза її межами.

## Таксономічний статус
Вид обіймає величезний ареал — майже всю Палеарктику (див. нижче — «Географічне поширення»). Ймовірно, через це йому притаманна надзвичайна мінливість — адже умови мешкання на такій території дуже різноманітні. Не дивно, що за період з 1829 по 1905 роки екземпляри цього довгоносика до 15 разів описували як різні види. Обережніші дослідники вважали такі форми підвидами у межах одного виду Asproparthenis punctiventris. Зокрема, Ф. К. Лук'янович зазначав, що дослідники, маючи окремі екземпляри або по декілька жуків, легко приймають мінливі ознаки (форма тіла, форма й забарвленні лусочок тощо) за істотні міжвидові відміни. Коли ж вивчати величезні серії комах різних географічних регіонів, то добре видно, що між цими відмінами є непомітні переходи, тоді як різні види мають чітко відрізнятися між собою. Через це Лук'янович розрізняв чотири підвиди (punctiventris punctiventris Germ., punctiventris nubeculosus Gyll., punctiventris farinosus Fahr., punctiventris carinifer Fahr.), причому наголошував, що робить це «умовно». Усі ґрунтовні сучасні зведення розглядають пропоновані раніше підвиди як синоніми єдиного поліморфного виду Asproparthenis punctiventris. Лише один такий підвид (Asproparthenis guyoti Hartmann, 1909) визнано самостійним видом.

## Зовнішній вигляд
Жук довжиною 14,5–17 мм, тіло сіре, з навскісними чорними широкими перев'язями посередині надкрил і з темними плямами на них; крім того, на вершині кожного з надкрил є білий горбочок. Передньоспинка зморшкувата, її боки рясно вкриті короткими круглими лусочками, котрі налягають одна на одну; лише біля кутів передньоспинки лусочки видовжені й не перекривають одна одну. Надкрила паралельнобічні, на вершині закруглені і вкриті переважно 3- або 4-лопатевими глибоко розсіченими білими лусочками, причому останніх помітно більше. Черевце сіре, у дрібних чорних цяточках (звідси латинська назва «punctiventris» — поцятковано-черевцевий).

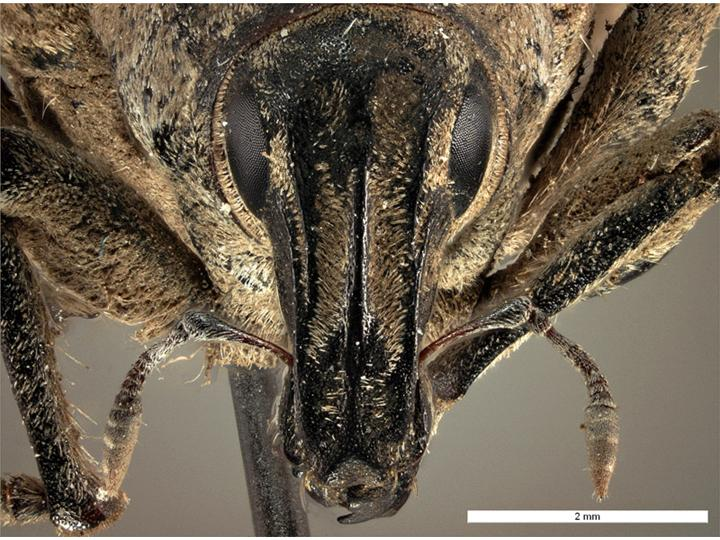
На головотрубці звичайного бурякового довгоносика зверху є блискучий поздовжній тонкий кіль і поздовжні борозенки з його обох боків

Жукам притаманний статевий диморфізм. У самців у порівнянні з самицями:
- менші розміри тіла;
- вони мають більший 3-й роздвоєний членик лапок та більшу булаву вусиків;
- на перших двох сегментах черевця знизу в них є поздовжня вм'ятина;
- лапки густіше вкриті волосками.

Як сказано вище, дорослі жуки надзвичайно мінливі зовні, тож, не дивно, що окремі варіації спеціалісти часто вважали самостійними видами.
Яйце овальне, світло-жовтувате довжиною 1,2—1,3 мм, у поперечнику 1—1,1 мм.
Личинка біла з жовтою або жовтувато-бурою головою, м'ясиста, дугоподібно зігнута, безнога. Грудний щиток рудий, з двома волосками на задньому краї. Тіло складається з 12 члеників, з боків яких є 9 дихальних отворів. Останній сегмент тіла маленький, заокруглений. За час розвитку вона чотири рази линяє, після кожного линяння стаючи більше. Її довжина (по прямій) становить: у I віці — 1,5 мм, у II віці — 3,5, III — 5,0, IV — 7,5, V — 12,5 мм. В останньому віці личинка вкрита лише поодинокими, тонкими, ледь помітними волосками на окремих члениках.
Лялечка  довжиною 10–15 мм і 6 мм завширшки. Вона видовжено яйцеподібна, із добре помітними частинами тіла майбутнього жука. Членики черевця мають на спинному боці поперечні ряди шипиків, а останній членик — коричневу площадку.

## Спосіб життя
Біологія звичайного бурякового довгоносика вивчена дуже докладно, краще, ніж переважної більшості жуків.
Цей вид зустрічається у цілинних степах, на сільськогосподарських угіддях, солончаках, на галявинах і узліссях, у лісосмугах, на рудеральній рослинності обабіч доріг, на смітниках, пасовищах, узбережжях, пустищах тощо.

### Масові розмноження
Спалахи масового розмноження трапляються внаслідок збігу сприятливих для комахи обставин. І навпаки, чисельність жука різко знижується, коли збігаються несприятливі для нього фактори. Наприклад, 1933 року в основній зоні бурякосіяння України навесні-влітку температури трималися нижче за звичайні, а кількість опадів перевищувала середні показники. Тож восени чисельність дорослих жуків у ґрунті становила лише 3—13 % від усіх стадій розвитку. Це свідчило про те, що яйця, личинки та лялечки протягом сезону масово гинули. Навесні наступного року на полях можна було зустріти лише поодиноких довгоносиків.
Масові розмноження довгоносика в Україні траплялися у такі роки: 1851—1855, 1868—1869, 1875—1877, 1880—1881, 1891—1893, 1896—1897, 1904—1906, 1911—1912, 1920—1922, 1928—1930, 1936—1940, 1947—1949, 1952—1957, 1963—1964, 1973—1976, 1986—1988, 1995—2002. Зіставляючи ці дані із циклами сонячної активності, фахівці дійшли висновку, що більшість (82 %) спалахів розмноження припадає на роки різких змін активності Сонця або на наступний рік (18 %).
Чисельність довгоносика в роки її стрімкого підйому досягала разючих величин. Наприклад, 1903 року в маєтку графа О. О. Бобринського Грушківка на Черкащині на площі близько 160 га зібрали 76 пудів (понад 1,2 тонни!) жуків. Наступного року в Курманській економії поблизу Тального на Черкащині на бурякових плантаціях (понад 40 га) зібрали майже 290 відер жуків. Для цього було залучено 36 595 робітників-збиральників.

### Життєвий цикл
Цей вид в умовах України дає одне покоління на рік. Активні жуки з'являються навесні, коли ґрунт прогріється до +7…10 °C. Деяка кількість їх залишається у ґрунті в стані діапаузи 1–2 роки. Коли температура ґрунту сягне +25 °C, комахи розселяються повітрям або «пішки». Особливо активні перельоти відбуваються при температурі ґрунту +30 °C. Літають вони у теплу сонячну пору, при слабкому (3 м/с) вітрі та низькій вологості повітря (до 50 %), здебільшого в період від 11 до 16 годин. Висота польоту не перевищує 4 м, дальність перельоту — до 500 м). Певна частина (до 16 %) жуків, що вийшли з зимівлі, виявляється не на бурякових плантаціях, а в інших агроценозах — посівах злаків, конюшини тощо.
Кормові рослини імаго бурякового довгоносика та його личинки — численні лободові (родина амарантові). Це рослини з родів лутига, лобода, буряк, шпинат, кохія, курай, содник та інші. У прадавні часи життя жуків було пов'язане із дикою рослинністю, а коли у якійсь місцині з'являлися посіви буряку, довгоносик переходив на них з лободових бур'янів. Часом жуки живляться на рослинах з інших родин. Жуки обгризають листя з країв, лишаючи зазублини.

Прорість буряку, пошкоджена дорослим жуком (ліворуч), і корінь буряку, обгризений личинками довгоносика

На плантаціях із сіянцями буряків жуки перегризають сім'ядольні листочки або навіть знищують їх ще під грудочками ґрунту. Гризуть вони листя й верхівки молодих рослин, а також стебельця паростків, лишаючи «пеньки». Найбільше шкоди вони завдають молодим рослинам, до утворення 2–4 пар листків. У лісорозсадниках жуки часом пошкоджують сіянці дубу та клену.
Після періоду весняного живлення жуки паруються (звичайно у третій декаді квітня — травні), потім самиці відкладають яйця (приблизно до середини червня). Для цього самиця викопує невеличку ямку поблизу кормової рослини. Яйця відкладають на глибину до 1 см, чим сухіший ґрунт, тим глибше жуки риють ямки. Плодючість залежить від погоди, віку самиці та інших чинників і складає від 20–30 до 200—300 яєць, а в лабораторних умовах — ще більше. Відкладання яєць триває до початку липня, після чого жуки гинуть.
Розвиток зародку триває 5–12 діб. Зазвичай уже в другій половині травня можна знайти перших личинок. Вони швидко рухаються у пухкому ґрунті, знаходять дрібні бічні корінці й гризуть їх. З віком вони закопуються у землю до глибини 30 см (а коли ґрунт надто сухий, то до півметра). Личинки старшого віку об'їдають головний корінь, вгризаються у коренеплід. Кількість личинок навколо однієї рослини буряку сягає декількох десятків і навіть понад сотню.
Личинка розвивається близько 65 днів і за цей час чотири рази линяє. На початку липня личинки готуються до заляльковування: ладнають овальну вертикальну камеру із гладенькими щільними стінками. Після короткої (5–6 днів) стадії передлялечки утворюється власне лялечка. Строк її існування 10–30 днів, залежно від погоди, умов ґрунту тощо. Перші молоді жуки нового покоління з'являються наприкінці липня — на початку серпня. Процес виходу жуків розтягується аж до перших холодів. Більшість цих комах лишається зимувати у ґрунті. Деякі у теплу погоду виходять на поверхню наприкінці серпня — у вересні, а потім закопуються знову. Отже, повний цикл розвитку від яйця до імаго нового покоління триває в середньому 85 (65—148) діб.

### Природні вороги
На чисельність бурякового довгоносика впливають тварини-конкуренти і численні хижаки й паразити. Серед хижаків є жуки: туруни, карапузики, мертвоїди, а також кліщі й мурахи та інші комахи. Цими довгоносиками живляться також землерийки, їжаки, а особливо часто — птахи: шпак звичайний, галка, сорока, ворона сіра, сойка, мартини, жайворонки, перепілки та інші — загалом, близько 40 видів осілих птахів. За масового розмноження довгоносики складають вагому частку у їх раціоні. Наприклад, в одному пташиному шлунку дроздів і одудів знаходили по 10–20 жуків, у дрохви — 62, у грака — 133.
Велике значення мають грибні хвороби жуків, збудниками яких є біла, зелена і червона мюскардини. Особливо висока смертність довгоносика від них спостерігається в прохолодне дощове літо. Яйця довгоносика знищує паразит ценокрепіс із ряду перетинчастокрилі, личинок — декілька видів червів-нематод, дорослих жуків — паразитична муха-тахіна ронданія.

## Географічне поширення
Звичайний буряковий довгоносик поширений майже по всій Палеарктиці. У Європі його знайдено в Іспанії, Франції, Італії, Німеччині, Австрії, Словаччині, Чехії, Греції, Польщі, Угорщині, Болгарії, Молдові, Україні, Вірменії й на півдні Європейської Росії. На Півночі Африки він є принаймні у Лівії, Марокко і Тунісі. Його ареал охоплює також частину Азії: Сирію, Ізраїль, Туреччину, Іран, Афганістан, Туркменістан, Західний Сибір, Казахстан, Китай. Найімовірніше, ареал жука охоплює всю Україну, хоча не всюди він численний.

## Значення у природі та житті людини
У дикій природі довгоносик, подібно до будь-якого виду живих істот, є необхідною ланкою екосистем. Він так чи інакше пов'язаний з популяціями рослин, якими харчується, серед яких переховується. Певні взаємини цей вид має з конкурентами, хижаками, паразитами. Шкідником же він став лише тоді, коли опинився у створених людиною агроценозах — сільгоспугіддях, зайнятих буряками. Невипадково цей вид описаний як новий для науки німецьким ентомологом Е.-Х. Гермаром саме тоді, коли в Німеччині розпочали масово вирощувати цукровий буряк.
Перші друковані відомості про шкодочинність довгоносика в Україні з'явилися у 1851—1852 роках, коли через діяльність жука поміщикам доводилося двічі-тричі пересівати буряки. Вивченням проблеми переймався агроном Ф. Х. Штос. Результати його досліджень доповів професор К. Ф. Кесслер на II з'їзді природознавців (Київ, 1862). З тієї пори поширення жука і його екологія зазнали певних змін: він найчисленніший у регіонах бурякосіяння і тут його життєвий цикл став добре пристосованим до життєвого циклу буряків і агротехніки їх вирощування. Не дивно, що граф О. О. Бобринський, фундатор цукрово-бурякової промисловості в Україні, ще в 1850-х роках започаткував премію в 10 тисяч карбованців «за изобретение верного средства против долгоносика». У 1891—1899 роках у Європейській частині Росії через пошкодження довгоносиком щороку пересівали приблизно 28,4 тис. десятин і близько 11 тис. десятин знищених посівів полишали не пересіяними.
В Україні довгоносик найнебезпечніший для посівів у Центральному та Лівобережному Лісостепу і прилеглих до них районах Південного Степу. Найбільшої шкоди комаха завдає в роки з посушливою, жаркою весною. Він шкодить посівам цукрових, столових і кормових буряків першого та другого («висадки») року вирощування. Його шкодочинність зумовлена тим, що:
- за масового розмноження доводиться пересівати буряки;
- пошкоджені рослини утворюють меншу масу коренеплодів;
- у цукрових буряків внаслідок пошкодження листя й коренеплодів в останніх знижується вміст цукру;
- буряки 2-го року життя утворюють менше насіння і нижчої якості.

Зрозуміло, що все це призводить до вагомих економічних витрат на боротьбу зі шкідником та наслідками його діяльності й підвищує собівартість сільгосппродукції.

## Захист рослин від шкідника

Селяни здають довгоносиків, зібраних на буряковій плантації. Приймальники готуються знищити жуків, зануривши їх до казана з окропом. Росія, початок XX століття

Для зниження збитків від діяльності довгоносика застосовують чотири основні групи методів боротьби: механічний, хімічний, агротехнічний, біологічний. Механічний полягає в ручному збиранні комах, обкопуванні плантацій ловильними канавками та розміщення клейових пасток тощо. Годі й казати, що ефективність таких дій низька, а економічні витрати — чималі. Як писав ентомолог А. О. Силантьєв,

«…Практика демонструє, що при навалі пішого жука, у гарну погоду, в роки його масової появи, робітники, яких розставлено дуже щільно вздовж канави і споряджено віниками для змітання довгоносиків, котрі залазять на стінки, не встигають упоратися з ними — багатьом вдається вилізти з канав»
Оригінальний текст (рос.)
[«…Практика показывает, что при дружном натиске пешего жука, в хорошую погоду, в годы массового его появления, рабочие, расставленные очень тесно вдоль канавы и снабжённые вениками для сметания всползающих на стенки долгоносиков, не успевают с ними справляться — многим из них всё-таки удаётся выбраться из канав»] Помилка: [undefined] Помилка: {{Lang}}: немає тексту (допомога): текст вже має курсивний шрифт (допомога)
Застосування проти шкідника біологічних методів стикається на практиці з істотними складнощами і значними витратами. Деінде робили спроби налагодити знищення жуків, випускаючи на поля свійських птахів (курок, індиків), але, певна річ, вони не могли дати потрібного результату. Максимального ефекту в захисті буряків можна досягти лише застосуванням комплексу заходів. Зокрема, це:
- знищення бур'янів на полях (не лише бурякових) і обабіч них;
- дотримання сівозмін;
- передпосівна обробка насіння інсектицидами або/та внесення їх у ґрунт;
- розпушування ґрунту в період, коли йде відкладання яєць та з'являються личинки;
- видалення підземних решток буряків після збирання врожаю їх насіння на висадках;
- глибока оранка після збирання врожаю коренеплодів;
- здійснення усіх агротехнічних заходів задля масового проростання насіння, інтенсивного розвитку й росту рослин;
- обкопування ловильними канавками плантацій, що межують із тими, де чисельність шкідника перевищує 0,5 екз/м² — для ізоляції заражених посівів та знищення жуків у канавках[25].

Вагомий внесок у вивчення й боротьбу з цим шкідником зробили українські ентомологи Ф. К. Лук'янович, М. А. Теленга, А. І. Зражевський, М. П. Дядечко, Є. В. Звірозомб-Зубовський, О. Й. Петруха.
Звичайний буряковий довгоносик став, ймовірно, першим у практиці світового сільського господарства об'єктом, проти якого застосували мікробіологічні методи знищення. Ідея їх застосування належить біологові Іллі Мечникову, а втілював її у життя його учень Ісаак Красильщик.